# Ernest Orlando Lawrence
Pour les articles homonymes, voir Lawrence.

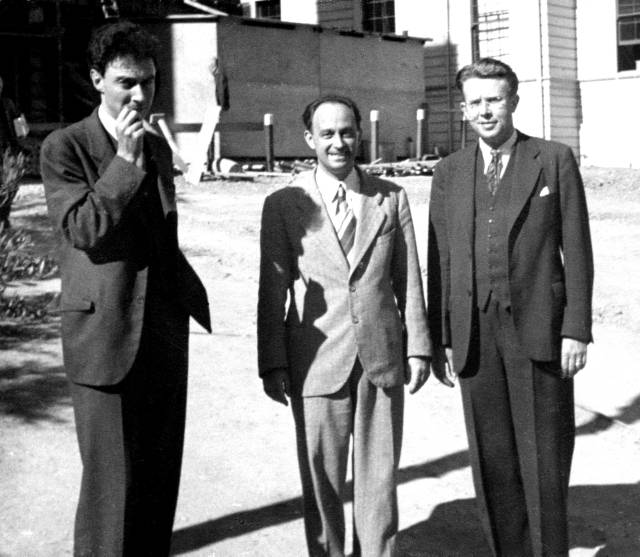
Oppenheimer, Fermi et Lawrence.

Ernest Orlando Lawrence, né le 8 août 1901 à Canton, dans le Dakota du Sud, et mort le 27 août 1958 à Palo Alto, est un physicien américain. Il est lauréat du prix Nobel de physique de 1939 « pour l'invention et le développement du cyclotron et pour les résultats obtenus avec cet instrument, spécialement ceux qui concernent la production d'éléments radioactifs artificiels ». Il a aussi participé au projet Manhattan.
Il eut une longue carrière comme professeur de physique à l’université de Californie à Berkeley. L’élément chimique 103 est appelé lawrencium en son honneur.

## Biographie
Lawrence entame ses études au Saint Olaf College dans le Minnesota, puis, à la fin de sa première année, à l’université du Dakota du Sud, où il obtient un baccalauréat en 1922. Suivent une maîtrise de physique en 1923, à l’université du Minnesota et un doctorat de physique en 1925 à l’université Yale. Il reste à Yale où il mène des recherches sur l’effet photoélectrique et y devient professeur assistant en 1927.
En 1928, il est nommé professeur associé de physique à l’université de Californie à Berkeley, et est titularisé deux ans plus tard, devenant ainsi le plus jeune professeur du campus de Berkeley.
On le surnomme le « briseur d’atomes » (« Atom Smasher »), l’homme qui « tenait la clé » de l'énergie atomique.
« Il voulait faire de la Big Physics (comme on dit Big Science), des travaux de grande envergure impliquant beaucoup de personnes » affirme Herbert York, le premier directeur du Radiation Laboratory.

## Le cyclotron
Ernest Lawrence, qui vient d'être nommé professeur à Berkeley en 1928, lit un article de Rolf Widerøe avec beaucoup d'intérêt.
« Un soir au début de 1929, alors que je parcourais les revues récentes à la bibliothèque de l'université, je tombe sur un article de Widerøe  dans une revue allemande d'ingénierie électrique sur des accélérations multiples d'ions positifs. Ne lisant pas couramment l'Allemand, j'ai regardé les schémas et les photographies de l'appareil de Widerøe. À partir de ces figures, j'ai compris l'approche générale du problème, c'est-à-dire les multiples accélérations des ions positifs induites par l'application de tensions de radio fréquences appropriées à une série d'électrodes cylindriques alignées. Cette idée nouvelle m'a immédiatement impressionné comme la réponse adéquate que je cherchais pour résoudre le problème technique de l'accélération des ions positifs. Sans regarder davantage l'article, je fis des estimations sur les dimensions que devrait avoir un accélérateur linéaire à protons dans une gamme d'énergies supérieure à un million d'électron-volts. Des calculs simples montraient que l'accélérateur devrait avoir quelques mètres de longueur, ce qui, à l'époque,  semblait une longueur encombrante pour un instrument de laboratoire. Je me suis alors demandé si, au lieu d'utiliser une série d'électrodes cylindriques en ligne, il ne serait pas possible d'utiliser répétitivement deux électrodes en courbant la trajectoire des ions positifs à travers les électrodes en appliquant un champ magnétique. Une brève analyse du problème montrait qu'un champ magnétique uniforme ferait l'affaire, que la vitesse angulaire des ions circulant dans le champ magnétique serait indépendante de leur énergie et qu'ils circuleraient alternativement dans les électrodes creuses en résonance avec un champ électrique oscillant à une certaine fréquence qui est maintenant connue comme la fréquence cyclotron. »
À l'automne 1930, Lawrence propose à un étudiant, Milton Stanley Livingston, de construire ce qu'il appelle un « cyclotron ». Celui-ci réalise un cyclotron de 4 pouces de diamètre (10 cm) qui produit des ions d'hydrogène moléculaire à 80 keV sans beaucoup de difficultés. C'est le premier d'une série de cyclotrons de puissance croissante construits dans le laboratoire de Lawrence.
« Sans aucun doute, la plus grande réussite de Lawrence a été d’inventer le cyclotron, dit York. Le cyclotron a eu un impact important sur les avancées scientifiques qui l’ont suivi. »
En 1936, Lawrence devient directeur du Radiation Laboratory et le reste jusqu’à sa mort. En 1937, il est lauréat de la médaille Hughes. En novembre 1939, il reçoit le prix Nobel de physique « pour l'invention et le développement du cyclotron et pour les résultats obtenus, particulièrement les éléments radioactifs artificiels ».
Durant la Seconde Guerre mondiale, Lawrence participe avec ardeur aux recherches américaines sur la possibilité de réaliser une arme basée sur la fission nucléaire. Son Radiation Laboratory devient un des principaux centres de recherches sur ce sujet, et c’est Lawrence qui introduit Robert Oppenheimer dans ce qui va devenir le Projet Manhattan. Très tôt favorable à la méthode de séparation électromagnétique pour enrichir l’uranium, Lawrence fabrique ses « calutrons » (un type spécial de spectromètre de masse) pour l'importante usine de séparation de Oak Ridge, dans le Tennessee.
Après la guerre, Lawrence mène une vaste campagne afin que le gouvernement subventionne de grands programmes scientifiques. Il est considéré comme un des pionniers de l’ère de la Big Science qui fait appel à de grands instruments et à de lourds investissements.
En juillet 1958, le président américain Dwight David Eisenhower envoie Lawrence à Genève pour qu’il négocie la suspension des essais nucléaires avec l’URSS. Lawrence tombe malade alors qu’il est à Genève et doit retourner à Berkeley. Il meurt un mois plus tard à Palo Alto en Californie.
Vingt-trois jours après sa mort, les « régents » de l’université de Californie décident de renommer le Radiation Laboratory du nom de Lawrence.

## Dans la culture populaire
Il est interprété par Josh Hartnett dans le film de Christopher Nolan, Oppenheimer sorti en juillet 2023.